# Justino Zavala Carvalho
Justino Zavala Carvalho (Montevideo, 24 de mayo de 1926 - ibidem, 8 de diciembre de 2000) fue fundador y director de la Televisión Nacional de Uruguay y por ende, del Canal 5. 

## Biografía
Hijo de Justino Zavala Muniz y de Elena Carvalho, nació en Montevideo en 1924. Con el tiempo, integraría la Comisión de Televisión Nacional, creada por el Servicio Oficial de Difusión, Radiotelevisión y Espectáculos para crear el canal del estado uruguayo, en 1963 se convertiría en director del canal.
Al frente de esta institución impulsó la salida al aire del Canal 5, con una programación dedicada al contenido social y cultural en la emisora, se destacan las gestiones que realizó para que Charles Aznavour otorgará un recital en vivo en el canal. Al frente de la dirección, tuvo diferencias la Asociación Nacional de Broadcasters Uruguayos y los directores de los canales privados y comerciales, quienes no estaban de acuerdo con la existencia de un canal estatal. En el gobierno de Jorge Pacheco Areco, sería censurado, sumariado y destituido. Posteriormente ya adentrada la dictadura cívico militar, se exiliaría en Andorra y luego en México.
Participó en la fundación de la coalición de izquierda Frente Amplio en 1971.
Al cumplirse 50 años de la creación de Canal 5, Televisión Nacional y el entonces presidente José Mujica, le realizaron un homenaje y se colocó una placa recordatoria en los estudios del canal.